# Agathon Rwasa
Agathon Rwasa, né en janvier 1964 dans la province de Ngozi, est un homme politique burundais. Pendant la guerre civile burundaise (1993-2005), il est le chef du groupe armé des Forces nationales de libération. Après la guerre, les FNL se transforment en un parti politique (le Congrès national pour la liberté, CNL) et Rwasa devient l'un des chefs de l'opposition à partir de 2015. Il finit deuxième lors de l'élection présidentielle du 20 mai 2020.

## Biographie
Né de parents hutus le 10 janvier 1964 à Ngozi (Nord), Rwasa est le septième enfant d'une famille de 14 enfants. Il a fréquenté l'enseignement primaire et secondaire dans sa province natale. À 20 ans, il est nommé à la tête de l'association des jeunes intellectuels. Diplômé de l'université du Burundi, il était recherché par le gouvernement comme la plupart des autres intellectuels hutus de la région.
Il est membre du bureau politique des Forces de libération nationale (FNL), puis devient le chef. Après 20 ans dans la brousse, il est rentré chez lui en 2008.
En septembre 2006, les FNL ont signé un accord de paix avec le gouvernement.
En juin 2010, Rwasa s'est caché, affirmant qu'il risquait d'être arrêté pour avoir prétendument déstabilisé le pays après les élections du district. Cependant, le procureur général du Burundi a déclaré qu'il n'y avait aucun mandat pour Rwasa.
Rwasa disparaît pendant 3 ans dans la forêt et réapparaît en août 2013.
En août 2013, une plainte est déposée au Burundi contre Rwasa et Pasteur Habimana, son porte-parole à l'époque, pour le massacre de plus de 160 Tutsis dans le camp de réfugiés de Gatumba (en) en août 2004.
En juillet 2015, il est élu vice-président du Parlement du Burundi.
Toutefois l'entrée de certains de ses partisans au gouvernement ainsi qu'à l'Assemblée nationale entraînent des interrogations quant à son positionnement véritable.
Rwasa est candidat à l'élection présidentielle du 20 mai 2020. Il arrive en seconde position et obtient 24,2 % des voix, loin derrière le candidat du CNDD-FDD, Évariste Ndayishimiye, qui obtient 68,7 % des voix. Rwasa et le CNL dénoncent des fraudes, des violences et des arrestations de ses militants. Le scrutin se tient sans observateurs internationaux, ni liste électorale publiée et Rwasa parle d'une « mascarade électorale ». Des plaintes concernant des fraudes et irrégularités commises lors de l'élection (et des autres élections se déroulant en même temps) sont déposées par Rwasa et le CNL devant la Cour constitutionnelle. Elles sont rejetées par la Cour et Ndayishimiye est élu.
En juin 2023, le Congrès national pour la liberté (CNL) est suspendu de toute activité par le ministère de l'Intérieur. Le ministre évoque des « irrégularités » lors de ses deux derniers congrès et justifie son intervention par le « respect des statuts et des règlements d'ordre intérieur » du parti,. En mars 2024, des membres du CNL opposés à Agathon Rwasa organisent un congrès extraordinaire du parti et le remplacent à la présidence par Nestor Girukwishaka, un proche du pouvoir. La tenue de ce congrès est contestée d'abord parce que la police burundaise arrête des membres du CNL qui se rendaient à ce congrès. Rwasa critique aussi la légalité de l'organisation de ce congrès et une violation des statuts du CNL. Les autorités burundaises reconnaissent ensuite Girukwishaka comme dirigeant officiel du CNL.
Après sa perte du contrôle du CNL, Rwasa et plusieurs de ses proches rejoignent une coalition de l'opposition nommée « Un Burundi pour tous ». En décembre 2024, une nouvelle loi interdit à toute personne ayant dirigé un parti politique et ayant quitté celui-ci pour un nouveau parti de se présenter aux élections législatives pendant deux ans. Cette loi est décrite comme spécialement votée contre Rwasa, lequel voit sa candidature (comme celles de ses proches, les députés Euphrasie Mutenzinka et Anatole Karorero) aux élections législatives de 2025 rejettée par la Commission électorale nationale indépendante fin décembre,.